# Мультиіндекс
Мультиіндекс (або мульти-індекс) — узагальнення поняття цілочислового індексу до векторного індексу, яке використовується в різноманітних галузях математики, пов'язаних з функціями багатьох змінних. Використання мультиіндексу дозволяє спростити (записати у коротшій формі) математичні формули.

## Математичний запис мультиіндексу
n-вимірний мультиіндекс — це вектор
{\displaystyle \alpha =(\alpha _{1},\alpha _{2},\ldots ,\alpha _{n}),}
складений з невід'ємних чисел. Для двох мультиіндексів {\displaystyle \alpha ,\beta \in \mathbb {N} \cup \{0\}} і вектора {\displaystyle x=(x_{1},x_{2},\ldots ,x_{n})\in \mathbb {R} ^{n}} вводяться:
- Покомпоненне додавання і віднімання

{\displaystyle \alpha \pm \beta =(\alpha _{1}\pm \beta _{1},\,\alpha _{2}\pm \beta _{2},\ldots ,\,\alpha _{n}\pm \beta _{n})}
- Часткова впорядкованість

{\displaystyle \alpha \leqslant \beta \quad \Leftrightarrow \quad \alpha _{i}\leqslant \beta _{i}\quad \forall \,i\in \{1,\ldots ,n\}}
- Абсолютне значення як сума компонент

{\displaystyle |\alpha |=\alpha _{1}+\alpha _{2}+\cdots +\alpha _{n}}
- Факторіал

{\displaystyle \alpha !=\alpha _{1}!\cdot \alpha _{2}!\cdots \alpha _{n}!}
- Біноміальний коефіцієнт

{\displaystyle {\alpha  \choose \beta }={\alpha _{1} \choose \beta _{1}}{\alpha _{2} \choose \beta _{2}}\cdots {\alpha _{n} \choose \beta _{n}}}
- Піднесення до степеня

{\displaystyle x^{\alpha }=x_{1}^{\alpha _{1}}x_{2}^{\alpha _{2}}\ldots x_{n}^{\alpha _{n}}}
- Старша частинна похідна

{\displaystyle \partial ^{\alpha }=\partial _{1}^{\alpha _{1}}\partial _{2}^{\alpha _{2}}\ldots \partial _{n}^{\alpha _{n}}={\frac {\partial ^{|\alpha |}}{\partial x_{1}^{\alpha _{1}}\partial x_{2}^{\alpha _{2}}\ldots \partial x_{n}^{\alpha _{n}}}},} де {\displaystyle \partial _{i}^{\alpha _{i}}:=\partial ^{\alpha _{i}}/\partial x_{i}^{\alpha _{i}}}

## Застосування
Використання мультиіндекса дозволяє без проблем узагальнити багато з формул класичного аналізу на випадок багатьох змінних. Ось деякі приклади:

### Мультиноміальні коефіцієнти
Узагальнення бінома Ньютона на багатовимірний випадок:
{\displaystyle {\biggl (}\sum _{i=1}^{n}x_{i}{\biggr )}^{k}=\sum _{|\alpha |=k}{\frac {k!}{\alpha !}}\,x^{\alpha }=\sum _{|\alpha |=k}{\frac {k!}{\alpha _{1}!\cdot \alpha _{2}!\cdots \alpha _{n}!}}\,x_{1}^{\alpha _{1}}x_{2}^{\alpha _{2}}\ldots x_{n}^{\alpha _{n}}}

### Правило Лейбніца
Для гладких функцій f і g
{\displaystyle \partial ^{\alpha }(fg)=\sum _{\nu \leqslant \alpha }{\alpha  \choose \nu }\partial ^{\nu }f\,\partial ^{\alpha -\nu }g.}

### Розклад вряд Тейлора
Для аналітичної функції f від n змінних справедливий розклад
{\displaystyle f(x+h)=\sum _{\alpha \in \mathbb {N} \cup \{0\}}^{}{{\frac {\partial ^{\alpha }f(x)}{\alpha !}}h^{\alpha }}.}
Для достатньо гладких функцій виконується формула Тейлора
{\displaystyle f(x+h)=\sum _{|\alpha |\leqslant n}{{\frac {\partial ^{\alpha }f(x)}{\alpha !}}h^{\alpha }}+R_{n}(x,h),}
де останній член (залишок) може бути записаний в різних формах. Наприклад, в (інтегральній) формі Коші
{\displaystyle R_{n}(x,h)=(n+1)\sum _{|\alpha |=n+1}{\frac {h^{\alpha }}{\alpha !}}\int _{0}^{1}(1-t)^{n}\partial ^{\alpha }f(x+th)\,dt.}

### Оператордиференціювання
Формальний оператор взяття частинної похідної N-го порядку в n-вимірному просторі записується наступним чином:
{\displaystyle P(\partial )=\sum _{|\alpha |\leq N}{}{a_{\alpha }(x)\partial ^{\alpha }}.}

### Інтегрування частинами
Для достатньо гладких функцій в обмеженій області {\displaystyle \Omega \subset \mathbb {R} ^{n}} справедлива формула
{\displaystyle \int _{\Omega }{}{u(\partial ^{\alpha }v)}\,dx=(-1)^{|\alpha |}\int _{\Omega }^{}{(\partial ^{\alpha }u)v\,dx}.}
Ця формула використовується при означенні узагальнених функцій.